# Turion 64 X2
Le Turion 64 X2 est l'évolution double cœur du microprocesseur Turion 64. Il repose sur le même socket S1 et supporte la mémoire DDR2. La gamme est faiblement renouvelée (1 fois par an) ce qui est au bénéfice de son concurrent Intel dont la plateforme Centrino bénéficie d'un meilleur taux de rafraichissement (6 mois) et surtout d'une plus importante campagne marketing.
À partir de la génération Tyler, les Turion 64 X2 sont compatibles avec le logiciel « LIVE! Explorer » d'AMD et composant la plateforme « AMD Live! » .

## Taylor & Trinidad (90 nm)
MMX, Extended 3DNow!, SSE, SSE2, SSE3, AMD64, PowerNow!, NX bit, AMD-V
Les premières générations de Turion 64 x2 sont dotées de contrôleur mémoire DDR2-667 MHz. Les cœurs Taylor se distinguent par leur cache L2 réduit à 2 x 256 Kio tandis que les cœurs Trinidad possèdent un cache 2 x 512 Kio.
- TL-6x : 35 W
- TL-5x : 31 W sauf TL-56 (33 W)

| Modèle                | Fréquence | Cache L2    | Revision | Mult. | Tension        | TDP  | HyperTransport | Référence     | Commercialisation |
| --------------------- | --------- | ----------- | -------- | ----- | -------------- | ---- | -------------- | ------------- | ----------------- |
| Turion 64 X2 Trinidad |           |             |          |       |                |      |                |               |                   |
| TL-64                 | 2,2 GHz   | 2 x 512 Kio | F2       | x11   | 1,075 - 1,10 V | 35 W | 1600 MT/s      | TMDTL64HAX5CT | 17 mai 2006       |
| TL-60                 | 2,0 GHz   | 2 x 512 Kio | F2       | x10   | 1,075 - 1,10 V | 35 W | 1600 MT/s      | TMDTL60HAX5CT | 17 mai 2006       |
| TL-56                 | 1,8 GHz   | 2 x 512 Kio | F2       | x9    | 1,075 - 1,10 V | 33 W | 1600 MT/s      | TMDTL56HAX5CT | 17 mai 2006       |
| TL-52                 | 1,6 GHz   | 2 x 512 Kio | F2       | x8    | 1,075 - 1,10 V | 31 W | 1600 MT/s      | TMDTL52HAX5CT | 17 mai 2006       |
| Turion 64 X2 Taylor   |           |             |          |       |                |      |                |               |                   |
| TL-50                 | 1,6 GHz   | 2 x 256 Kio | F2       | x8    | 1,075 - 1,10 V | 31 W | 1600 MT/s      | TMDTL50HAX4CT | 17 mai 2006       |

## Tyler (65 nm)
MMX, Extended 3DNow!, SSE, SSE2, SSE3, AMD64, PowerNow!, NX Bit, AMD-V
Outre sa gravure améliorée, la gamme Tyler bénéficie du support de la mémoire DDR2-800.
- TL-6x : 35 W sauf TL-60 (31 W)
- TL-5x : 31 W
- TK-5x : 2 x 256 Kio

| Modèle                | Fréquence | Cache L2    | Revision | Mult. | Tension (V)          | TDP  | HyperTransport | Référence     | Commercialisation |
| --------------------- | --------- | ----------- | -------- | ----- | -------------------- | ---- | -------------- | ------------- | ----------------- |
| Turion 64 X2 série TL |           |             |          |       |                      |      |                |               |                   |
| TL-68                 | 2,4 GHz   | 2 x 512 Kio | G1       | x12   |                      | 35 W |                | TMDTL68HAX5DM |                   |
| TL-66                 | 2,3 GHz   | 2 x 512 Kio | G1       | x11,5 | 1,075 - 1,10 - 1,125 | 35 W | 1600 MT/s      | TMDTL66HAX5DC | 3 mai 2007        |
| TL-64                 | 2,2 GHz   | 2 x 512 Kio | G1       | x11   | 1,075 - 1,10 - 1,125 | 35 W | 1600 MT/s      | TMDTL64HAX5DC | 3 mai 2007        |
| TL-60                 | 2,0 GHz   | 2 x 512 Kio | G1       | x10   | 1,075 - 1,10 - 1,125 | 31 W | 1600 MT/s      | TMDTL60HAX5DC | 3 mai 2007        |
| TL-58                 | 1,9 GHz   | 2 x 512 Kio | G1       | x9,5  | 1,075 - 1,10 - 1,125 | 31 W | 1600 MT/s      | TMDTL58HAX5DC | 3 mai 2007        |
| TL-56                 | 1,8 GHz   | 2 x 512 Kio | G1       | x9    | 1,075 - 1,10 - 1,125 | 31 W | 1600 MT/s      | TMDTL56HAX5DC | 3 mai 2007        |
| Turion 64 X2 série TK |           |             |          |       |                      |      |                |               |                   |
| TK-57                 | 1,9 GHz   | 2 x 256 Kio | G1       | x9,5  | 1,075 - 1,10 - 1,125 | 31 W | 1600 MT/s      | AMDTK57HAX4DM |                   |
| TK-55                 | 1,8 GHz   | 2 x 256 Kio | G1       | x9    | 1,075 - 1,10 - 1,125 | 31 W | 1600 MT/s      | AMDTK55HAX4DC |                   |
| TK-53                 | 1,7 GHz   | 2 x 256 Kio | G1       | x8,5  | 1,075 - 1,10 - 1,125 | 31 W | 1600 MT/s      | AMDTK53HAX4DC |                   |

## Griffin (65 nm)
La génération Griffin amorce un rajeunissement important de la gamme de processeurs à destination des portables dont l'une des nouveautés porte sur l'apparition des Turion Ultra représentant le haut de gamme. Elle reste basé sur l'architecture K8 mais adopte l'HyperTransport 3.0 et la DDR2-800 MHz. En outre l'HyperTransport sera dynamique : sa fréquence évoluera pour limiter la consommation.
| Modèle                                         | Fréquence | Cache L2    | Cache L3 | Revision | Mult. | Tension | TDP  | HyperTransport | Référence     | Commercialisation |
| ---------------------------------------------- | --------- | ----------- | -------- | -------- | ----- | ------- | ---- | -------------- | ------------- | ----------------- |
| AMD Turion X2 Dual-Core Mobile Processor       |           |             |          |          |       |         |      |                |               |                   |
| RM-74                                          | 2,2 GHz   | 1 Mio       |          |          |       |         | 35 W | 4000 MT/s      | TMRM74DAM22GG | 4e trim. 2008     |
| RM-72                                          | 2,1 GHz   | 1 Mio       |          |          |       |         | 35 W | 4000 MT/s      | TMRM72DAM22GG | 3e trim. 2008     |
| RM-70                                          | 2,0 GHz   | 2 x 512 Kio |          |          |       |         | 31 W | 3600 MT/s      | TMRM70DAM22GG | 2d trim. 2008     |
| AMD Turion X2 Ultra Dual-Core Mobile Processor |           |             |          |          |       |         |      |                |               |                   |
| ZM-86                                          | 2,4 GHz   | 2 Mio       |          |          |       |         | 35 W | 4000 MT/s      | TMZM86DAM23GG |                   |
| ZM-84                                          | 2,3 GHz   | 2 Mio       |          |          |       |         | 35 W | 4000 MT/s      | TMZM84DAM23GG |                   |
| ZM-82                                          | 2,2 GHz   | 2 Mio       |          |          |       |         | 35 W | 4000 MT/s      | TMZM82DAM23GG |                   |
| ZM-80                                          | 2,1 GHz   | 2 Mio       |          |          |       |         | 32 W | 4000 MT/s      | TMZM80DAM23GG |                   |